# Büyükçekmece Basketbol Spor Kulübü
El Büyükçekmece Basketbol, conocido como ONVO Büyükçekmece por motivos de patrocinio, es un equipo de baloncesto turco con sede en la ciudad de Büyükçekmece, que compite en la BSL, la máxima división de su país y en la FIBA Europe Cup, la cuarta competición europea. Disputa sus partidos en el Gazanfer Bilge Sports Hall, con capacidad para 3,000 espectadores.

## Historia
El club fue fundado en 2011 bajo el nombre de Tüyap Büyükçekmece. El equipo comenzó a jugar en la TB3L en la temporada 2011-12. En temporada 2012-2013, el equipo ganó la TB3L y ascendió a la TB2L. En su primera temporada en la TB2L, el equipo finalizó en 9.ª posición, permaneciendo así un año más en la liga. En la temporada 2014-15, el equipo finalizó en 4.ª posición de la temporada regular. 
El equipo venció al Akhisar Belediyespor en cuartos de final de los play-offs de ascenso. A continuación, el equipo venció en semifinales al Denizli Basket Spor Kulübü, llegando el Tüyap Büyükçekmece a la final de la TB2L. En la final, el equipo perdió contra el Yeşilgiresun Belediyespor Kulübü, pero aun así ascendieron a la TBL.

## Resultados en liga
| Temporada | Nivel | Liga | Pos. | Copa de Turquía | Competiciones europeas    | Competiciones europeas | Competiciones europeas |
| --------- | ----- | ---- | ---- | --------------- | ------------------------- | ---------------------- | ---------------------- |
| 2011–12   | 3     | TB3L |      |                 |                           |                        |                        |
| 2012–13   | 3     | TB3L | 1.º  |                 |                           |                        |                        |
| 2013–14   | 2     | TB2L | 9.º  |                 |                           |                        |                        |
| 2014–15   | 2     | TB2L | 4.º  |                 |                           |                        |                        |
| 2015–16   | 1     | BSL  | 10.º |                 |                           |                        |                        |
| 2016–17   | 1     | BSL  | 13.º |                 | 4 Copa Europea de la FIBA | R16                    | 10–4                   |
| 2017–18   | 1     | BSL  | 12.º |                 | 4 Copa Europea de la FIBA | R2                     | 10–6                   |
| 2018–19   | 1     | BSL  | 12.º |                 |                           |                        |                        |

## Palmarés
- TB3L
  - Campeón: 2013

- TB2L
  - Finalista: 2015

## Jugadores destacados
| - Predrag Samardžiski - Mutlu Akpınar - Ceyhun Altay - Ufukcan Aydın - Kubilay Barak - Serdar Çağlan - Çağatay Çevik - Recep Doğrusöz - Emre Ekim - Şahin Ekmen - Barış Erdoğan - Tayfun Erülkü | - Alican Güney - Çağlar Gürle - Ahmet Kaplan - Serhan Kavut - Orbay Kaya - Cihan Mumcuoğulları - Azizcan Özdemir - Okan Özpamir - Volkan Saraç - Burak Şaşmaz - Gokhan Senol - Esat Sinanoğlu | - Yunus Sonsırma - Can Terzioğlu - Erdem Türetken - Ömer Ünver - Alp Yener - Doğan Deniz Yiğit - Burakcan Yıldızlı - Hilton Armstrong - Osiris Eldridge - Kenny Hayes - Murphy Holloway - Paris Horne | - Antywane Robinson - Kahiem Seawright - D.J. Thompson - Erving Walker - Musa Güneş - Andrija Stipanović - Erik Murphy - Angelo Caloiaro - Clevin Hannah - Michael Roll |